# Oxytate jannonei
Oxytate jannonei är en spindelart som först beskrevs av Lodovico di Caporiacco 1940.  Oxytate jannonei ingår i släktet Oxytate och familjen krabbspindlar.
Artens utbredningsområde är Etiopien. Inga underarter finns listade i Catalogue of Life.